# Особливий корпус (Українська Держава)
Особливий корпус (О.к.) — військове з'єднання збройних сил Української Держави під час української революції та радянсько-української війни.

## Історія
Після 29 квітня 1918 року почалося будівництво нової Української Держави під керівництвом гетьмана П. П. Скоропадського. У південних губерніях і особливо в м. Києві зібралася значна кількість російського офіцерства та інших біженців з Петрограда, Москви та інших місцевостей вільної Росії, які опинилися під владою більшовиків. До літа в Києві налічувалося до 50 000 офіцерів Російської армії.
З офіцерів, які з різних причин не служили в Армії Української Держави, було розпочате формування «Особливого корпусу» і «Зведеного корпусу Національної гвардії». Обидва корпуси створювалися в столиці держави місті Києві.

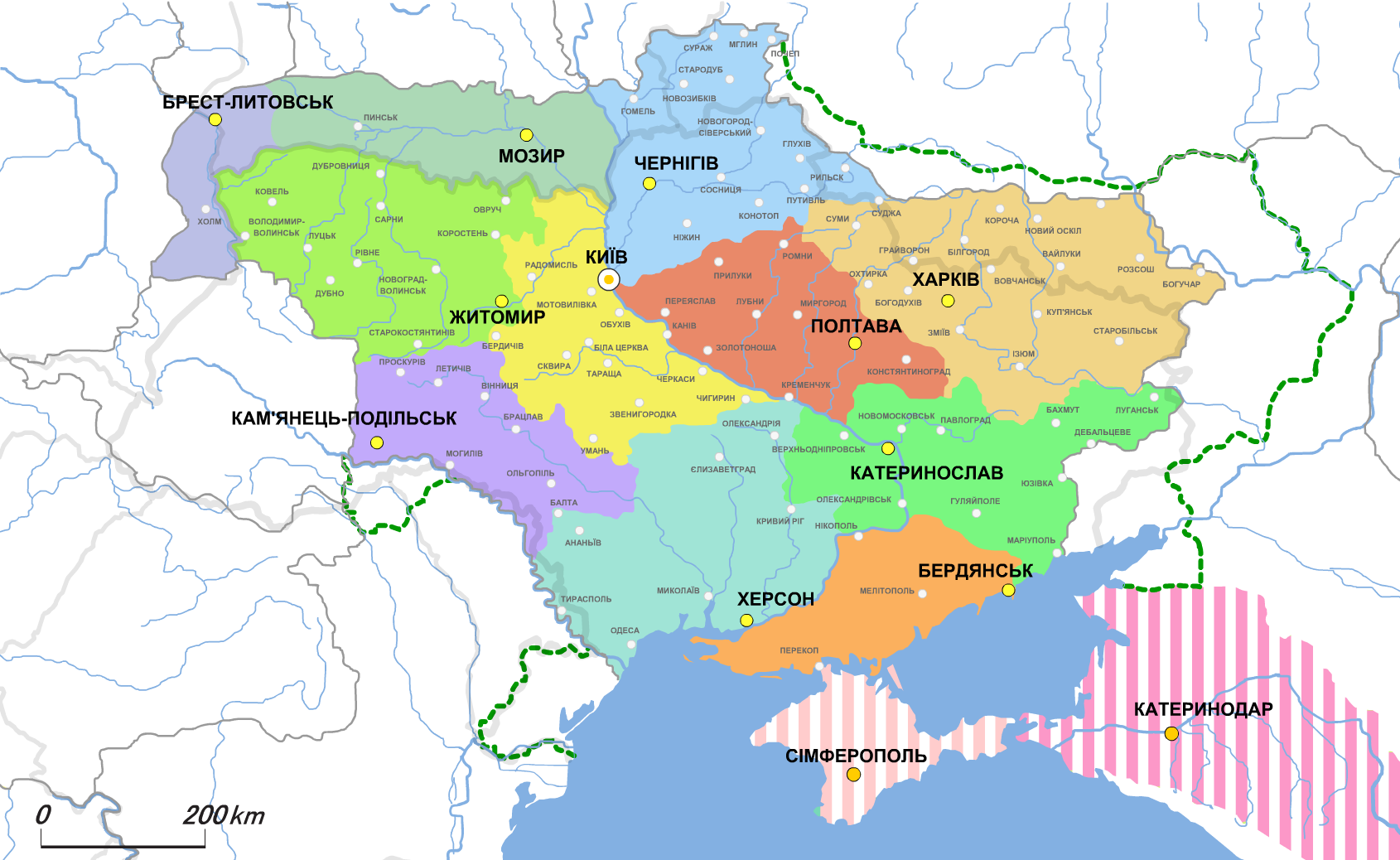
Адміністративно-територіальний поділ. Зелена пунктирна лінія — територіальні претензії.

Генерал І. Ф. Буйвід формував корпус з офіцерів Російської армії, які не бажали служити в армії Української держави.
Склад особливого корпусу:
- 1-ша дружина — командир князь генерал-майор Святополк-Мирский.
- 2-га дружина — командир полковник Рубанов (ця дружина незабаром була влита до складу 1-ї).
- формувався 1-й окремий офіцерський артилерійський дивізіон при штабі гетьманської Сердюцької артилерійської бригади.

На початку листопада граф генерал від кавалерії Ф. А. Келлер отримав запрошення гетьмана П. П. Скоропадського командувати його військами в Українській державі. 5 листопада, після отримання згоди Ф. А. Келлера, він був призначений Головнокомандувачем військами в Українській державі з підпорядкуванням йому й цивільної влади. Помічником головкому призначений князь генерал-лейтенант О. М. Долгоруков.
9 листопада Німецька імперія революційними громадянами імперії проголошена республікою (див. Листопадова революція). Для уряду Української Держави ця подія віщувала послаблення влади.
11 листопада завершилася Перша світова війна. Німецька імперія припинила своє існування в результаті Листопадової революції і повинна була вивести свої війська з окупованих територій.
13 листопада головнокомандувач військами в Українській державі з підпорядкуванням йому цивільної влади граф генерал від кавалерії Ф. А. Келлер (на посаді був 5-13.11.1918) був знятий з посади і призначений помічником нового головнокомандувача. Головнокомандувачем військами в Українській державі з підпорядкуванням йому цивільної влади призначений його помічник князь генерал-лейтенант О. М. Долгоруков.
Особовий склад корпусу озброєння і спорядження отримував від Військового міністерства Української держави. Чисельність російських офіцерських дружин Особливого корпусу і Зведеного корпусу Національної гвардії сягала від 2 000 до 4 000 осіб, що становило меншість з офіцерів, які перебували в ту пору в Києві. Більшість так і залишилася поза боротьбою.

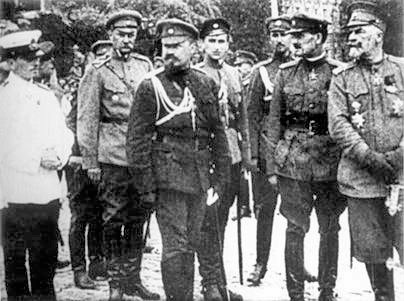
Службовці військового міністерства Української Держави — полковник Микола Лаврентійович Максимів (крайній зліва, у білій формі) і військовий міністр генеральний бунчужний Олександр Францевич Рогоза (крайній праворуч).

В ніч з 13 на 14 листопада в м. Біла Церква створюється бунтівна Директорія з метою повалення влади німецького командування і влади уряду Української держави на чолі з гетьманом П. П. Скоропадським. Директорія складалася з п'яти членів, голова — В. К. Винниченко.
Командир Окремий корпус залізничної охорони генерал-майор О. В. Осецький став одним з перших воєначальників, які підтримали антиурядове повстання, використовував підлеглі йому сили залізничників для підтримки заколотників, що потім сприяло їх успіху.
14 листопада гетьман П. П. Скоропадський оголосив Акт федерації, яким він зобов'язувався об'єднати Україну з майбутньою (небільшовицьким) російською державою.
14 листопада в Києві було оголошено воєнний стан і тимчасово закриті всі вищі навчальні заклади. П. П. Скоропадський в останній момент прийняв відверто проросійську орієнтацію і намагався увійти в зв'язок з командуванням Добровольчої армії. Їм було видано розпорядження про реєстрацію і покликання на службу офіцерів і дано дозвіл на формування дружин російських добровольців. Військова молодь Київського університету гаряче підтримала формування Київської добровольчої дружини Національної гвардії. Ця дружина створювалася під керівництвом міністерства внутрішніх справ України та безпосереднім заступництвом міністра Кістяківського, якому гетьман П. П. Скоропадський надав необмежені повноваження. У цю дружину вступив добровольцем Микола Опанасович Булгаков.
15 листопада перебуваючи в м. Біла Церква, голова бунтівної Директорії В. К. Винниченко оголосив про початок збройного повстання Директорії і що прилучився до неї Окремий загін Січових стрільців (далі О.з. С.с.) під командуванням Є. М. Коновальця. 15 листопада генерал-майор О. В. Осецький призначений наказним отаманом (командувачем військами) У. Н. Р. і, одночасно, начальником Генерального штабу військ Директорії.
16 листопада почалося повстання (антигетьманський заколот) проти влади німецького окупаційного командування, уряду Української держави і особисто гетьмана П. П. Скоропадського.
16 листопада в Білій Церкві одна піша сотня О.з. С.с. роззброїла відділ Державної Варти. Залізничний потяг бунтівниками січовиками був нашвидку перетворений в бронепоїзд і ввечері відправлений в м. Фастів. Це був початок наступу з м. Біла Церква на м. Київ. Стрільцям, колишнім фронтовикам, вдалося застати зненацька молодих гетьманців-сердюків і зайняти без бою залізниці станцію Фастів, при цьому січові стрільці взяли в полон частину сердюків.
В ніч з 16 на 17 листопада в м. Конотопі владу захопив полковник Палій, котрий також зрадив уряд, який очолив 3-й стрілецько-козацький полк 1-й стрілецько-козацької дивізії Укр . Д.. Стрільці-козаки почали поширювати свою владу на міста Бахмач, Ніжин, Чернігів.
Звістка про початок повстання розліталася по країні. В армії стався розкол і почалася «Українська громадянська війна». Громадянська війна в Україні загрожувала змести ще одну владу. Окрема Сердюцька дивізія, російські офіцерські дружини і підрозділи Державної Варти залишалися останньою військовою опорою гетьмана в Києві.
Головнокомандувач військами в Українській державі з підпорядкуванням йому цивільної влади князь генерал-лейтенант О. М. Долгоруков для відбиття наступу повсталого О.з. С.с. Укр.д. вирішив висунути з Києва Загін військ армії Української держави під командуванням князя генерал-майора Святополка-Мирського, до складу якого входили:
- 1-ша дружина Особливого корпусу (600 офіцерів-піхотинців), командир дружини генерал-майор Святополк-Мирський;
- 1-й дивізіон Лубенського сердюцького кінно-козацького полку (200 кінних козаків) Окремої Сердюцької дивізії;
- 4-й сердюцький піший полк (700 піших козаків) Окремої Сердюцької дивізії, командир полку полковник Босенко;
- Бронепоїзд.

Всього трохи більше 1 500 осіб.
Вночі з 17 на 18 листопада Загін військ Української Держави (далі Загін У. Д.) прибув на станцію Васильків (повітове місто Васильківського повіту Київської губернії і станція в 25 км на південь від м. Києва). Дізнавшись, що сусідня в 9 км залізнична. станція Мотовилівка (волосний н.п. Васильківського повіту Київської губернії, північніше Фастова, див. Борова) зайнята січовими стрільцями, генерал-майор Святополк-Мирський вранці 18 листопада вирішив атакувати станцію.
Аналогічне рішення прийняв і командир авангарду командир кулеметної роти бунтівних Січових стрільців Ф. Черник.
Бій закінчився близько 15.00 18 листопада перемогою стрільців. 1-ша офіцерська дружина майже повністю загинула в останньому рукопашному бою. На полі бою залишилося більше 600 убитих російських офіцерів і козаків-сердюків Загону під командуванням генерал-майора Святополка-Мирського, втрати стрільців склали 17 чоловік убитими і 22 важкопораненими. Під вечір стрільці зайняли залізничну ст. Васильків. Розбитий 4-й сердюцький полк полковника Босенка відступив до Дарниці.
Навколо Києва українським урядом організовувалася військова оборона. У число військ увійшов і Зведений корпус Особливий корпус.
18 листопада німецькі війська покинули Київ. Захисники міста зрозуміли, що Київ гетьману П. П. Скоропадському не втримати.
18 листопада (або 19 листопада) князь генерал-лейтенант О. М. Долгоруков призначений заступником командувача всіма російськими добровольчими частинами в Українській державі. Командувачем всіма російськими добровольчими частинами в Українській державі був граф генерал від кавалерії Ф. А. Келлер.
18 листопада представник Добровольчої армії в Києві П. М. Ломновський призначений начальником головного центру. Він видав наказ, яким зобов'язав російським офіцерам, які поступили в Києві в добровольчі загони, проголосити себе частиною Добровольчої армії і підкорятися наказам, що надходять від неї. У ситуації, що склалася цей наказ вносив ще більшу плутанину для бажаючих захищати місто.
14 грудня війська заколотників перейшли в атаку і через Борщагівку, Солом'янку і Куренівку увійшли в місто.
Вранці 14 грудня добровольчі частини залишили фронт і кинулися до Києва. За ними слідом, не вступаючи в бій, йшли українські частини армії Української держави. Бійці Київської офіцерської добровольчої дружини скупчилися біля будівлі Педагогічного музею Першої гімназії (музей, де збиралися роботи гімназистів), де змушені були здатися.
Гетьман Скоропадський зрікся влади, уряд передав повноваження Міський Думі та Міській Управі, генерал Долгоруков видав наказ про припинення опору і негайну демобілізацію.
Нетривала «Українська громадянська війна 16 листопада — 14 грудня 1918 року» завершилася 14 грудня, коли гетьман П. П. Скоропадський віддав наказ про демобілізацію захисників Києва і зрікся влади. Мабуть і корпус перестав існувати в цей же час.

## Командування
- генерал І. Ф. Буйвід, командир корпусу